# برد والست
بردلی برد والست (به انگلیسی: Brad Walst) بیسیست گروه آلترناتیو راک تری دیز گریس می‌باشد. او و همسرش راندا یک پسر به اسم جیمز دارند. برادر او مت والست نیز خوانندهٔ همین گروه است.